# Brazzers
Brazzers (/ˈbræzərz/) este o companie de producție pornografică de origine canadiană cu sediul central în Montreal, Quebec, Canada si cu domiciliul legal in Nicosia, Cipru. Cu o retea online formată din treizeci și unu de site-uri web pornografie hardcore, sloganul companiei este „Cel mai bun site porno HD din lume!”. The site contains 10036 videos, which were published by 33 different sites (December 2020).  Their network of sites feature 2340 pornstar models (December 2020).

## Istoric
Înființat în 2005 de un grup de investitori din Montreal, Brazzers a devenit parte a unui grup mai mare de site-uri pornografice sub numele de Mansef. 
În 2010, Mansef a fost vândută către Fabian Thylmann si redenumita Manwin Inc. In decembrie 2012 Thylmann a fost extradat din Belgia in Germania din cauza suspiciunii de evaziune fiscală. 
În octombrie 2013, Thylmann a vândut actiunile Manwin, inclusiv cele Brazzers, unui grup de management intern, Mindgeek, condus de CEO-ul Fabian Thylmann și acționarul David Tassilo. 
In 2014 Brazzers a sarbatorit cea dea 10-a aniversare publicand un panou publicitar în Times Square , in New York City. Panoul s-a aflat la intersectia strazilor 47 cu 7 si a putut fi vazut toata luna august.In 2010 Brazzers a folosit un panou publicitar din Times Square pentru a promova campania sa sex protejat si pentru a anunta sloganul si site-ul sau, "Get Rubber!".
In septembrie 2016 Vigilante a anuntat ca Brazzers a fost supus unui hack care a afectat aproape 1 milion de utilizatori după ce site-ul a fost piratat în aprilie 2013.

## Operațiuni
Brazzers este condus de Feras Antoon, si detinut si administrat de Mindgeek, o multinatională inregistrată official in Luxembourg.
Brazzers a fost criticat de industrie pentru că s-a ascociat cu site-uri de streaming media , precum Pornhub.Ca raspuns la criticile aduse, in 2009 compania a initiat o campanie anti-piraterie.

## Litigii
In 2008, după ce a fost concediat, Bobby Manila a intentat un proces impotriva Brazzers pentru înșelăciune și încălcarea condițiilor contractului. Litigiul a fost solutionat in cele din urma in afara instantei .

## Premii
- 2009 AVN Awards – Best Adult Website[17]
- 2009 AVN Award – Best New Video Production Company[necesită citare]
- 2009 AVN Award – Best Big Bust Release (Big Tits at School)[necesită citare]
- 2009 XBIZ Award – Affiliate Program of the Year[18]
- 2010 AVN Award – Best Big Bust Series (Big Tits at School)[19]
- 2011 AVN Award – Best Membership Site Network[20]
- 2011 AVN Award – Best Big Bust Series (Big Tits at School)[20]
- 2011 AVN Award – Best Vignette Release (Pornstar Punishment)[21]
- 2012 AVN Award – Best Big Bust Series[22]
- 2012 AVN Award  – Best Membership Website[22]
- 2013 XBIZ Award nominee – Vignette Release of the Year (Big Tits in Sports Vol 9 and Day With a H3R); Vignette Series of the Year (Big Tits in Sports and MILFs Like it Big); All-Girl Series of the Year (Hot and Mean)[23]
- 2014 XBIZ Award – Studio Site of the Year (Brazzers.com)[24]
- 2015 XBIZ Award – Adult Site of the Year – Multi-Genre (Brazzers.com)[25]
- 2016 XBIZ Award – Adult Site of the Year – Video (Brazzers.com)[25]
- 2016 AVN Award – Best Foreign Feature - The Doctor[26]
- 2016 AVN Award – Best Director (Foreign Feature) - Dick Bush, The Doctor[26]
- 2016 AVN Award – Best Sex Scene in a Foreign-shot Production - Victoria Summers & Danny D., The Doctor[26]
- 2017 XBIZ Award – Best Art Direction for Storm of Kings[25]
- 2018 AVN Award – Best Membership Site Network[27]
- 2019 XBIZ Award - Marketing Campaign of the Year for Brazzers House[28]
- 2020 PornHub Award – Most Popular Channel[29]

## Ranking
As of June 2020, Brazzers.com has a traffic ranking of 2,551.

## Link uri externe
- Site web oficial
- Brazzers la Internet Movie Database